# Prometheum pilosum
Der Prometheum pilosum ist eine Pflanzenart aus der Gattung Prometheum in der Familie der Dickblattgewächse (Crassulaceae).

## Beschreibung
Die kleinen, mit Drüsenhaaren besetzten, zweijährigen Pflanzen bilden kugelförmige Rosetten mit bis zu 2 Zentimeter Durchmesser aus. Die eiförmigen-länglichen bis länglich-spateligen Blätter sind flach und sukkulent. Sie werden sieben bis zehn Millimeter lang und drei bis fünf Millimeter breit.
Die endständigen und einfachen Blütenstände werden fünf bis zehn Zentimeter lang. Sie sind doldig-ebensträußig oder halbkugelige Ebensträuße mit sechs bis achtzehn Einzelblüten. Sie stehen an vier bis sechs Millimeter langen Blütenstielen. Die an der Basis leicht verwachsenen Kelchblätter sind linealisch-lanzettlich und laufen spitz zu. Sie sind aufrecht, grün gefärbt und werden 3,5 bis 5 Millimeter lang und 1 bis 1,5 Millimeter breit. Die mehr oder weniger rosa, rosaviolett oder weißlich gefärbten Kronblätter werden 6 bis 8 Millimeter lang und sind an der Basis verwachsen. Die zurückgebogenen Zipfel sind länglich-eiförmig und etwa 1 bis 1,5 Millimeter breit. Die Staubbeutel sind rot und die Griffel grün oder rötlich gefärbt. Die länglich eiförmigen Nektarschüppchen sind weißlich.
Die behaarte Frucht ist sternförmig ausstrahlend und besitzt an den Nähten gut erkennbare, helle Lippen. Sie enthält den hellbraunen, etwa 0,8 Millimeter großen Samen.

## Verbreitung
Die sukkulente Art wächst im Nordosten von Anatolien, in Georgien, Armenien im Kaukasus und im Norden des Iran auf Felsen in Höhenlagen von 1000 bis 2400 Meter.

## Systematik
Die Erstbeschreibung erfolgte 1808 durch Friedrich August Marschall von Bieberstein als Sedum pilosum M.Bieb. Hideaki Ohba stellte die Art 1978 in die Gattung Prometheum. Synonyme sind Rosularia pilosa (M.Bieb.) Boriss. (1939), Pseudorosularia pilosa (M.Bieb.) Gurgen. (1978), Cotyledon pubescens C.A.Mey. (1831), Umbilicus pubescens (C.A.Mey.) Ledeb. (1831) und Sedum regelii hort. (1939).

## Nachweise